# Вокер (Мічиган)
Вокер (англ. Walker) — місто (англ. city) в США, в окрузі Кент штату Мічиган. Населення — 25 132 особи (2020).

## Географія
Вокер розташований за координатами 42°59′48″ пн. ш. 85°45′23″ зх. д. / 42.99667° пн. ш. 85.75639° зх. д. (42.996553, -85.756366).  За даними Бюро перепису населення США в 2010 році місто мало площу 66,01 км², з яких 64,60 км² — суходіл та 1,41 км² — водойми.

## Демографія
Згідно з переписом 2010 року, у місті мешкало 23 537 осіб у 9684 домогосподарствах у складі 5923 родин. Густота населення становила 357 осіб/км².  Було 10432 помешкання (158/км²).
Расовий склад населення:
| - 91,3 % — білих - 2,8 % — чорних або афроамериканців - 1,9 % — азіатів - 0,5 % — корінних американців - 1,4 % — осіб інших рас |

До двох чи більше рас належало 2,1 %. Частка іспаномовних становила 4,1 % від усіх жителів.
За віковим діапазоном населення розподілялося таким чином: 22,9 % — особи молодші 18 років, 65,0 % — особи у віці 18—64 років, 12,1 % — особи у віці 65 років та старші. Медіана віку мешканця становила 34,6 року. На 100 осіб жіночої статі у місті припадало 95,0 чоловіків;  на 100 жінок у віці від 18 років та старших — 92,7 чоловіків також старших 18 років.
Середній дохід на одне домашнє господарство  становив 63 627 доларів США (медіана — 50 903), а середній дохід на одну сім'ю — 79 417 доларів (медіана — 66 299). Медіана доходів становила 46 154 долари для чоловіків та 35 906 доларів для жінок. За межею бідності перебувало 13,4 % осіб, у тому числі 20,4 % дітей у віці до 18 років та 6,4 % осіб у віці 65 років та старших.
Цивільне працевлаштоване населення становило 12 950 осіб. Основні галузі зайнятості: освіта, охорона здоров'я та соціальна допомога — 21,8 %, виробництво — 15,4 %, роздрібна торгівля — 13,5 %, науковці, спеціалісти, менеджери — 11,7 %.